# 駿傑集團控股
駿傑集團控股有限公司（英語：GME Group Holdings Limited，港交所：8188）是一間香港從事土木工程分包業務的公司。
2017年2月22日，駿傑集團由葉天賜（葉劉淑儀姪兒）主理的浩德融資保薦以全配售方式在香港交易所創業板上市，中午收市報3.47港元，較上市價0.54港元，升逾5.4倍。同日中午，證監會以《證券及期貨（在證券市場上市）規則》第8（1）條，勒令駿傑集團停牌，是首次有新股在上市首日被勒令停牌。

## 外部連結
- 駿傑集團控股 （页面存档备份，存于）